# 保罗·维加诺
保罗·维加诺（義大利語：Paolo Viganò，1969年4月12日—），意大利男子自行车运动员。他曾代表意大利参加2008年和2012年夏季残疾人奥林匹克运动会自行车比赛，获得一枚金牌。